# Сервий Корнелий Сципион Салвидиен Орфит (консул 82 г.)
Вижте пояснителната страница за други личности с името Сервий Корнелий Сципион Салвидиен Орфит.
Сервий Корнелий Сципион Салвидиен Орфит (на латински: Servius Cornelius Scipio Salvidienus Orfitus) е патриций, политик и сенатор на Римската империя през 1 век.Син е на Сервий Корнелий Сципион Салвидиен Орфит (консул 51 г.).
Вероятно през 82 г. е суфектконсул. Според Светоний той е изпратен заради опит за преврат (molitor rerum novarum) от император Домициан в изгнание първо на един остров, а след това там убит.
Баща е на Сервий Корнелий Сципион Салвидиен Орфит (консул 110 г.).